# Miguel de Ambiela
Miguel de Ambiela (La Puebla de Albortón, de Zaragoza, 29 de septiembre de 1666-Toledo, 29 de marzo de 1733) fue un compositor barroco español. También destacó como teórico con el folleto Disceptación música. Citado por la mayor parte de teóricos e historiadores como uno de los maestros destacados del Barroco español. Ocupó el cargo de Maestro de capilla en las iglesias españolas más importantes del momento.

## Actividad como Maestro de Capilla
En 1681 estudiaba en Daroca (Zaragoza), en la colegial de Santa María de los Sagrados Corporales, importante centro de formación musical. Hay indicios significativos de que aquí siguió la carrera eclesiástica y se perfeccionó en la música, entrando como infante de sacristía y siendo tiple hasta 1685. Fue nombrado maestro de capilla (18-IX-1685) como sucesor de Domingo Jiménez y permaneció en dicho magisterio hasta marzo de 1686, cuando el maestro Valdivieja (mencionado en otros libros como Mateo Villavieja) le sustituyó. De Daroca pasó a ser maestro de capilla de la Seo de Lérida. Accedió a dicha plaza sin oposición, pues ésta se había celebrado el 29 de marzo de 1686, y a ella se presentaron dos maestros de capilla: el de Prades y el de Tamarite. No obtuvo la plaza ninguno de los dos, por lo que el Cabildo envió cartas a Barcelona, Zaragoza y Barbastro pidiendo que le fuesen procurados maestros y organista. Ambiela fue admitido el 24 de julio de 1686. Sucedió a Manuel de Egüés, quien abandonó dicho cargo para ocupar la maestría en la Catedral de Burgos. Ambiela permaneció como maestro en la Seo antigua de Lleida hasta el año 1690, en que criterios contrapuestos sostenidos entre él y el Cabildo en cuestiones de método, relativas a la enseñanza musical de los cantores de capilla, determinaron su dimisión, sucediéndole Gabriel Argany (26-IV-1690).
Anteriormente a la toma de posesión de Miguel de Ambiela como maestro de capilla de la Catedral de San Pedro de Jaca (Huesca) el año 1698, hay documentos que atestiguan que concurrió en 1694 a la convocatoria para cubrir la plaza de maestro en la Catedral de Salamanca. Se encontraba vacante la capilla de la catedral por la marcha de Francisco Zubieta a Palencia, y se presentaron junto con Ambiela los siguientes maestros: Vicente Pantoja (Oviedo), Simón Martínez (Madrid), Martín de Venayas (Tuy), Bello de Torices (Alcalá), Micieces (la Seo de Zaragoza) y Cedazo (Ávila). El 23 de julio de 1694 se produjo la elección, y de los 31 votos que totalizaba el cabildo cuatro fueron para el maestro Pantoja y los 27 restantes para Micieces. El 4 de enero de 1698, Ambiela se encontraba de maestro de capilla en la iglesia de Jaca, pero no se conoce la fecha exacta de su admisión; allí permaneció hasta el 5 de mayo de 1700, siendo sustituido por Juan de Arto para la enseñanza de los niños infantes y Francisco Piedrafita para gobernar la capilla. El 7 de mayo de ese mismo año estaba de maestro de capilla en la Basílica del Pilar de Zaragoza; sucedió a Jerónimo Latorre y fue elegido por oposición para ocupar el cargo, en el que continuó hasta 1707, desconociéndose la razón de su marcha. Ese mismo año pasó a ser maestro de capilla en el monasterio de las Descalzas Reales de Madrid y ocupó dicho cargo hasta 1710. Fue elegido para la maestría de la Catedral de Santiago de Compostela (4-II-1709), ya que el Cabildo trataba de encontrar sustituto al anciano maestro José de Vaquedano. No hubo oposición, sino que, tal y como sucedía en algunas catedrales de importancia, el Cabildo buscaba al más idóneo en los puestos de prestigio. En este caso la elección recayó en Ambiela, que aceptó, pero el nombramiento no se llevó a efecto, ya que no le dieron licencia para abandonar la capellanía que tenía en la corte, por lo que fue nombrado maestro Francisco Antonio de Yanguas el 30 de junio de 1710.
El 22 de marzo de 1710, Miguel de Ambiela optó, junto con el maestro de la encarnación y el de la Catedral de Segovia, Jerónimo Carrión, a la plaza de maestro de capilla de la Catedral de Toledo, siendo elegido por votación, por los buenos informes que de él se habían recibido. En esa ciudad, Ambiela ingreso como cofrade de la parroquia de los santos Justo y Pastor, cofradía integrada casi en su totalidad por artistas músicos de la catedral primada y que tenía una doble finalidad: religiosa y económica. Ambiela tomó posesión del magisterio en la Catedral de Toledo el 6 de junio de 1710, después de satisfacer el estatuto de limpieza de sangre, y en él estuvo hasta su muerte. Le sucedió Jaime Casellas, maestro de capilla de Santa María del Mar de Barcelona, el cual fue nombrado para su nuevo cargo el 17 de noviembre de 1733.

## Obra
Ambiela compuso obras de música religiosa (misas, motetes, salmos y otras, a 4, 6 y 8 voces con acompañamiento de órgano), composiciones profanas, villancicos y música para voces y orquesta distinta de la de atril o facistol. La obra de este compositor debió de ser muy extensa, ya que la labor de creación de una maestría en las iglesias en las que desempeñó su cargo había de ser importante, exigida por unas necesidades litúrgicas abundantes. Sin embargo, de todo ello solo de ha encontrado un aria, dos antífonas, siete himnos, dos letanías, diecisiete misas, cuatro motetes, nueve salmos y cinco villancicos a 1, 2, 4, 5, 6, 7, 8, 11 y 12 voces, unas con acompañamiento de arpa, órgano y violín, y otras si él. Sus obras en latín son muy tradicionales, mientras que las realizadas en lenguas romances son muy novedosas, adaptándose a las nuevas modas y a los influjos italianos. Su obra se puede clasificar en tres estilos:
- Un primer estilo está compuesto por obras religiosas que se encuentran repartidas por diversas catedrales españolas. Habitualmente escritas en latín, son muy tradicionales y conservadoras y suelen estar realizadas para cuatro voces sin acompañamiento,en polifonía severa y con separación del total sonoro en tiple, alto, tenor y bajo, como se ve en las misas, motetes y algún himno, relacionadas casi siempre con los momentos más importantes de la liturgia. Estas obras están realizadas para ser incluidas en la misa e incluyen misas, motetes y algún himno. Representan el 57,5% del total de sus obras catalogadas.
- Un segundo estilo se encuentra en un 22,5% de sus obras catalogadas. Se trata de un estilo más barroco caracterizado por el órgano o el arpa como bajo continuo. Son a más de 4 voces, normalmente a 8, y pueden unirse a momentos o géneros dispares. Incluye misereres, salmos y motetes.
- El tercer estilo ya es plenamente barroco. Este tercer estilo incluye violines, ocho voces divididas en dos coros y bajo continuo. Este asomo de los instrumentos, una primera conciencia instrumental, es sin duda el hecho más característico de este tercer modo. En este tercer estilo aparece un uso explícito del cromatismo, lo que le permite conseguir un lenguaje afectivo y expresionista de la misma forma que un uso más importante de la disonancia que se convierte en el principal transmisor de dramatismo.  Este estilo comprende salmos y villancicos, algunos de los cuales compuso durante su estancia en Zaragoza bajo el nombre de cantadas. Forman el 20% restante de la obra catalogada.

También realizó una parodia de un villancico de Pablo Bruna titulado Suban las voces.
En cuanto a las obras para solo, entre todas las que se han encontrado solo hay un ejemplo de este estilo: el de la obra titulada Dulcísimo amor, aria al Santísimo Sacramento para tenor, violín y arpa. Este tipo de obras es el que refleja de una manera clara el ámbito de originalidad, influencias y postura estética, al tener que basarse el músico fundamentalmente en una línea melódica como portadora del hecho artístico

## Ambiela como teórico
Como ya se ha dicho, Ambiela fue también teórico, conociéndose la existencia de un folleto suyo publicado en Toledo en 1717, de 20 hojas sin numerar, titulado Disceptación música y discurso problemático en que se controvierte la entrada del segundo tiple en el Miserere Nobis de la missa que D. Francisco Valls, presbítero y maestro de capilla de la Sta. Iglesia Catedral de Barcelona, compuso con el título “Scala aretina”, por Don Miguel de Ambiela, racionero y maestro de capilla de la Santa Iglesia Metropolitana de Toledo. El folleto es del 17 de mayo de 1713, y la licencia del ordinario le fue dada en Toledo a 20 de mayo de 1717.  Dicho escrito lo hizo para tomar parte de la famosa polémica promovida por el atrevimiento de Valls, que duró desde 1713 hasta 1720, y en la que intervino la mayor parte de los maestros de capilla españoles, haciéndose manifiesta también en el extranjero, ya que en 1714 participó en ella el compositor portugués Vaz de Rego y posteriormente Alessandro Scarlatti. 
Participó en la polémica Valls-Martínez (que duró de 1715 a 1720) con el folleto Disceptación música publicado en 1717. La polémica había sido causada por el maestro Valls, que había llevado sus innovaciones demasiado lejos según algunos compositores, lo que dividió a los compositores españoles claramente en dos grupos, a favor y en contra. La posición de Ambiela era conciliadora, criticando y dando la razón a ambos bandos y defendiendo a Valls al decir que el maestro no va «contra las reglas de arte de la música, sino excepción de ellas, como lo había sido las de algunos insignes maestros antiguos», aunque aconseja que «no la usasen aquellos que no tuviesen afianzada su categoría con otras obras insignes».
No conocemos otras obras o manifestaciones del maestro Ambiela en el campo teórico; sin duda, su mayor relevancia hay que concretarla en el campo práctico, en ese puesto privilegiado que suponía el magisterio de Toledo; sin embargo, la Disceptación música sirve para situarlo más en vanguardia que a otros grandes compositores del momento.